# Jäävaara
Jäävaara är en kulle i Finland. Den ligger i Enare i landskapet Lappland, i den norra delen av landet, 1 000 km norr om huvudstaden Helsingfors. Toppen på Jäävaara är 190 meter över havet.
Terrängen runt Jäävaara är huvudsakligen platt.  Trakten runt Jäävaara är nära nog obefolkad, med mindre än två invånare per kvadratkilometer. Det finns inga samhällen i närheten. 